# Skupina armád Don
Skupina armád Don (německy Heeresgruppe Don), byla německá skupina armád za druhé světové války.

## Data existence

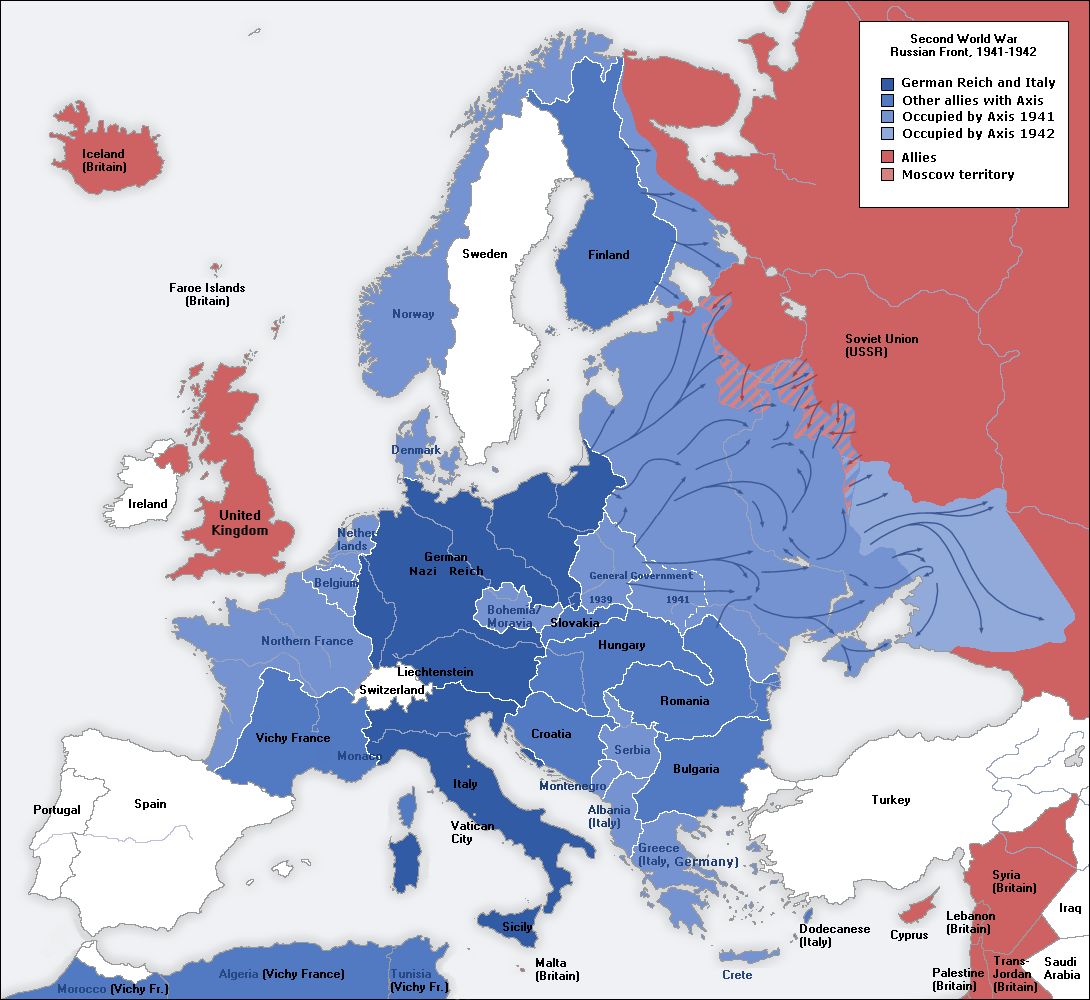
"Hranice" Hitlerovy Evropy několik dnů před vznikem Skupiny armád Don.

21. listopadu 1942 – 12. února 1943

## Vznik a situace

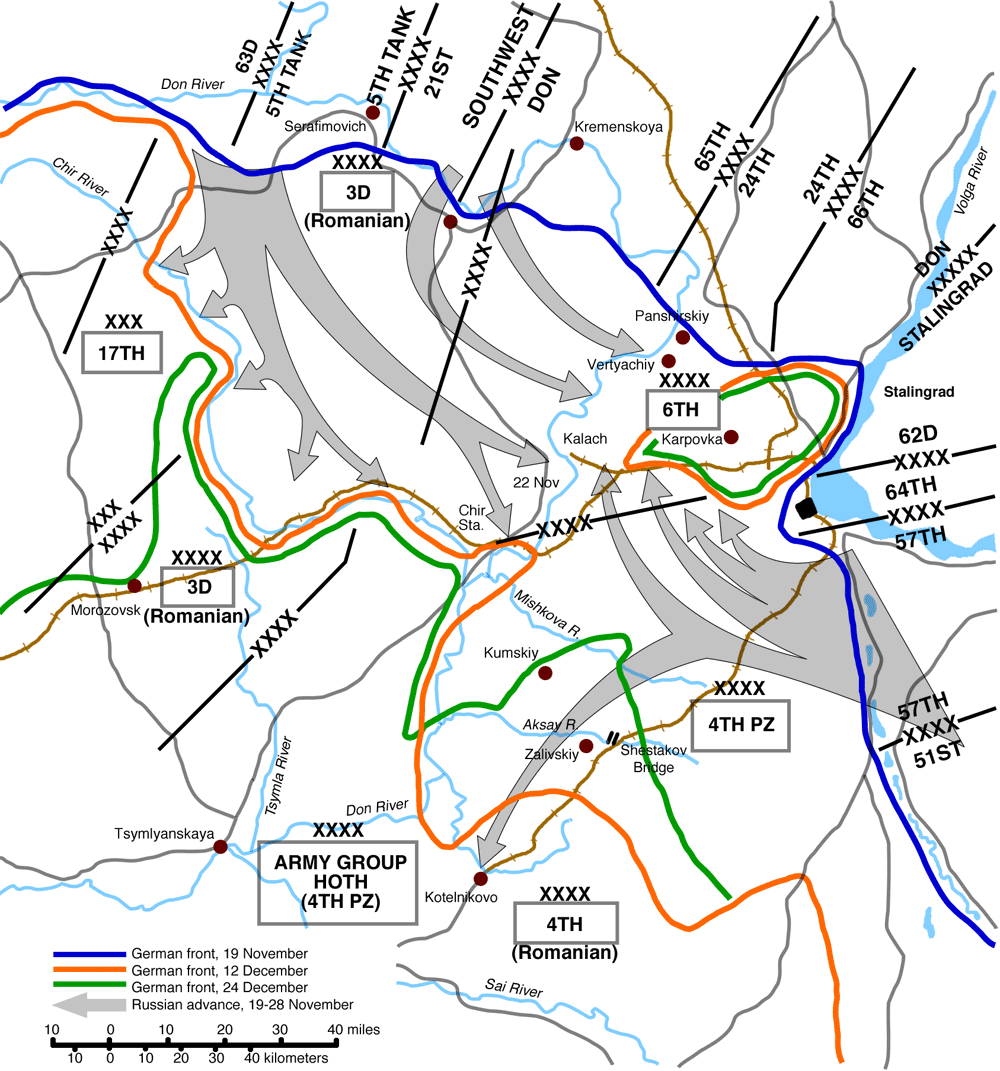
Začátek sovětské operace Uran

Vznik Skupiny armád Don, byl plánován už od konce léta 1942. Skupina armád Don měla sdružovat armády spojenců nacistického Německa v oblastí středního toku řeky Don, které do té doby spadaly pod Skupinu armád B (Heeresgruppe B), čímž bylo toto velitelství neúměrně zatíženo. Původně bylo plánováno že velení nad Skupinou armád Don převezme rumunský maršál a diktátor Ion Antonescu, ale po neustálém odkládání vzniku nové skupiny armád, si nakonec situace na frontě vyžádala jiné řešení. 19. listopadu 1942 začala sovětská Operace Uran, která zničila velkou část rumunské 3. armády na sever od města Stalingradu. Stejný osud potkal následující den i rumunskou 4. armádu jižně od Stalingradu a rozetnul 4. tankovou armádu, čímž se vojska 6. armády (nejsilnější armády na východní frontě) a části 4. tankové armády dostala do obklíčení v oblasti Stalingradu. Německé vrchní velení si až o tři dny později uvědomilo sílu a rozsáhlost sovětské ofenzívy. K 21. listopadu bylo přejmenováno velitelství 11. armády, na velitelství Skupiny armád Don a urychleně posláno z oblasti Leningradu do Donské oblasti, kam dorazilo až 24. listopadu. Velitelem Skupiny armád Don byl jmenován generál polní maršál Erich von Manstein, náčelníkem štábu generálmajor Friedrich Schulz. Skupina armád Don se tehdy skládala z 4. tankové armády, 6. armády a ze zbytku rumunské 3. a 4. armády, přičemž jen část 4. tankové armády a několik nezničených rumunských jednotek bylo mimo stalingradský kotel. Adolf Hitler uložil Erichu von Mansteinovi, aby se jeho skupina armád probojovala k obklíčeným jednotkám u Stalingradu a obnovila frontovou linii z 19. listopadu.

## Pokus o průlom ke Stalingradu
Koncem listopadu německo-rumunská vojska nebyla ani natolik silná, aby zastavila další postup Rudé armády, natož přešla do útoku. Skupina armád Don tedy opakovaně požadovala o dodání většího množství posil, ale dostalo se ji jen pár jednotek od Skupiny armád A (Heeresgruppe A) a narychlo vytvořených jednotek z týlových útvarů. V ohbí řeky Donu bylo ze zbytku 3. rumunské armády, zdejších týlových jednotek a několika málo posil vytvořena nová Armádní skupina „Hollidt“, která se měla pokusit osvobodit 6. armádu ve Stalingradu, ale namísto toho měla plné ruce práce s držením fronty na řece Čir. Tedy nakonec měla osvobozující úder provést Hothova 4. tanková armáda z jihozápadu od Stalingradu. Přes počáteční zaskočení protivníka a vcelku rychlý postup byly v polovině prosince 1942 přední vojska 4. tankové armády, po krvavém tankovém střetnutí, zastaveny u řeky Myškova, asi 50 km od Stalingradu. V té době se zároveň začala hroutit pod sovětským náporem 8. italská armáda, která ještě spadala pod Skupinu armád B a kryla levé křídlo Skupiny armád Don, čímž hrozilo obklíčení Armádní skupiny „Hollidt“. Skupina armád Don tedy začala vyklízet pozice včetně výběžku, který vytvořila 4. tanková armáda směrem ke Stalingradu.

## Ústup z Donské oblasti

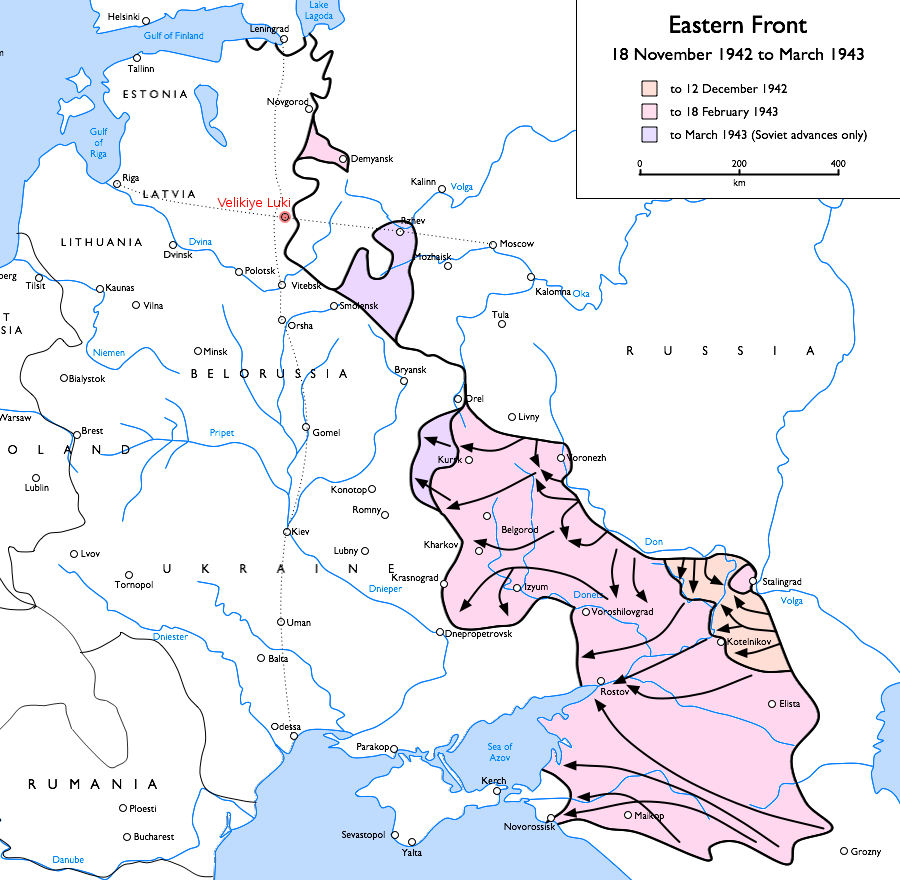
Sovětská ofenzíva ze zimy 1942-1943.

Protože bylo zřejmé, že Skupina armád Don nebude schopná zastavit pokračující sovětskou ofenzívu, bylo nařízeno stažení Skupiny armád A z Kavkazu na Kubáň a později přesunutí 1. tankové armády přes Rostov na Donu na východní Ukrajinu, zatímco 17. armáda bude nadále držet kubáňské předmostí. Koncem prosince 1942 si sovětská operace Uran vyžádala zničení tří armád spojenců Německa a ponechání nejsilnější německé armády (6. armády) svému osudu ve Stalingradu. Situace se ještě více vyhrotila, když byla zničena i poslední bojeschopná spojenecká armáda. Maďarská 2. armáda ze Skupiny armád B, která hlídala pásmo na řece Don jižně od Voroněže, byla zničena jedním mohutným úderem Jihozápadního a Voroněžského frontu. Zároveň byla 2. armáda vržena sovětským úderem od Voroněže na západ směrem ke Kursku, čímž byla vytvořena v německé linii obrovská mezera, kterou se začala hrnout sovětská vojska na východní Ukrajinu. Během dvou měsíců zůstaly ze Skupiny armád B (která čítala tři německé a čtyři spojenecké armády) pouhé trosky 2. armády a několik malých týlových a spojeneckých útvarů. Proto se pásmo Skupiny armád Don zvětšovalo o území a zbylé jednotky Skupiny armád B, k tomu dostala Skupina armád Don pod kontrolu i vojska Skupiny armád A stažená z Kavkazu přes Rostov na Donu, včetně 1. tankové armády. Přes všechny vážné problémy se podařilo Skupině armád Don vyhnout obklíčení a stáhnout většinu bojeschopných jednotek z ohbí řeky Donu na východní Ukrajinu, kde musela čelit sovětskému průlomu. O vážnosti situace u Skupiny armád Don se přiletěl přesvědčit sám Adolf Hitler 6. února 1943. Sovětská vojska v té době již dobyla Kursk a ohrožovala i město Charkov. Skupina armád Don byla 12. února přejmenována na staronovou Skupinu armád Jih (Heeresgruppe Süd), která za nedlouho přešla u Charkova do protiofenzívy a zničila velkou část sovětských tankových vojsk, čímž na dlouhou dobu stabilizovala frontu ve své oblasti.

## Velitelé a náčelníci štábu Skupiny armád Don

### Velitelé
- 21. listopadu 1942 – 12. února 1943 – generál polní maršál Erich von Manstein

### Náčelníci štábu
- 21. listopadu 1942 – 12. února 1943 – generálmajor Friedrich Schulz

## Skupina armád Don k 10. prosinci1942
Skupina armád Don – Generál polní maršál Erich von Manstein / náčelník štábu generálmajor Friedrich Schulz
- 3. armáda (rumunská) – Armádní generál Petre Dumitrescu / náčelník štábu generálmajor Walther Wenck
  - IV. armádní sbor (rumunský) – Sborový generál Constantin Sanatescu
  - V. armádní sbor (rumunský) – Sborový generál Aurelian Son
  - XLVIII. tankový sbor – Generál tankových jednotek Otto von Knobelsdorf
- 6. armáda – Generálplukovník Friedrich Paulus / náčelník štábu generálporučík Arthur Schmidt
  - IV. armádní sbor – Generál ženijních jednotek Erwin Jänecke
  - VIII. armádní sbor – Generál dělostřelectva Walther Heitz
  - XI. armádní sbor – Generál pěchoty Karl Strecker
  - XIV. tankový sbor – Generál tankových jednotek Hans Valentin Hube
  - LI. armádní sbor – Generál pěchoty Walther von Seydlitz-Kurzbach
- Armádní skupina Hollidt – Generál pěchoty Karl Hollidt / náčelník štábu generálmajor Walther Wenck
  - I. armádní sbor (rumunský) – Sborový generál Teodor Ionescu
  - II. armádní sbor (rumunský) – Sborový generál Nicolae Dascalescu
  - XVII. armádní sbor – Generál dělostřelectva Erich Brandenberg
- 4. tanková armáda – Generálplukovník Hermann Hoth / náčelník štábu generálmajor Friedrich Fangohr
  - VI. armádní sbor (rumunský) – Sborový generál Corneliu Dragalina
  - VI. armádní sbor (rumunský) – Sborový generál Florea Mitranescu
  - LVII. tankový sbor – Generál tankových jednotek Friedrich Kirchner
- 4. letecká armáda – Generálplukovník Wolfram von Richthofen / náčelník štábu plukovník Hans von Rohden

## Skupina armád Don k 12. únoru1943
Skupina armád Don – Generál polní maršál Erich von Manstein / náčelník štábu generálmajor Friedrich Schulz
- Armádní skupina Hollidt – Generál pěchoty Karl Hollidt / náčelník štábu generálmajor Walther Wenck
  - XVII. armádní sbor – Generál dělostřelectva Dietrich von Choltitz
  - XXIX. armádní sbor – Generál pěchoty Hans von Obstfelder
  - XLVIII. tankový sbor – Generál tankových jednotek Otto von Knobelsdorf
- 1. tanková armáda – Generál tankových jednotek Eberhard von Mackensen / náčelník štábu generálmajor Ernst Fäckenstendt
  - III. tankový sbor – Generálporučík Hermann Breith
  - XXX. armádní sbor – Generál dělostřelectva Maximilian Fretter-Pico
  - XL. armádní sbor – ?
- 4. tanková armáda – Generálplukovník Hermann Hoth / náčelník štábu generálmajor Friedrich Fangohr
  - LVII. tankový sbor – Generál tankových jednotek Friedrich Kirchner
  - Armádní sbor pro zvláštní účely – ?
- 4. letecká armáda – Generálplukovník Wolfram von Richthofen / náčelník štábu plukovník Hans von Rohden